# Мито Мицайков
Мито Гошов Мицайков (на македонска литературна норма: Мито Гошов Мицајков) с псевдоним Слободан е югославски и български партизанин и деец на Комунистическата съпротива във Вардарска Македония.

## Биография
Роден е в Кавадарци през 1923 г. Участва в Комунистическата съпротива във Вардарска Македония. Първоначално е заместник-политически комисар на Войнишки партизански батальон „Христо Ботев“, а след това е отново на този пост в Народоосвободителния батальон „Страшо Пинджур“, докато батальонът е в състава на втора македонска ударна бригада. След Втората световна война влиза в ОЗНА. Следовател е по процеса на Йордан Чкатров. През юли 1945 заедно със Златко Биляновски убиват партизанката Панде Честноска, като представят убийството като дело на балисти.
През 1958 година става член на Изпълнителния съвет на СРМ. Мито Мицайков е избран за депутат през 1963 от Кавадарци, а през 1967 от Кисела вода.. Къщата му е обявена за паметник  През 1974 е назначен за подпредседател на Събранието на СРМ. Член е на ЦК на МКП.